# Jonas Biliūnas
Jonas Biliūnas (ur. 11 kwietnia 1879 roku we wsi Niūronys, niedaleko Onikszt – zm. 8 grudnia 1907 roku w Zakopanem) – litewski prozaik, publicysta, pionier prozy poetyckiej na Litwie, działacz społeczny.
Pseudonimy: Jonas Anykštėnas, J. Barzdyla, J. Niuronis, Jonas B-nan, Jonas Bežemis, J. Gražys, Jonas Žaltys, Jonelis, Kazys Tauškutis.

## Życiorys

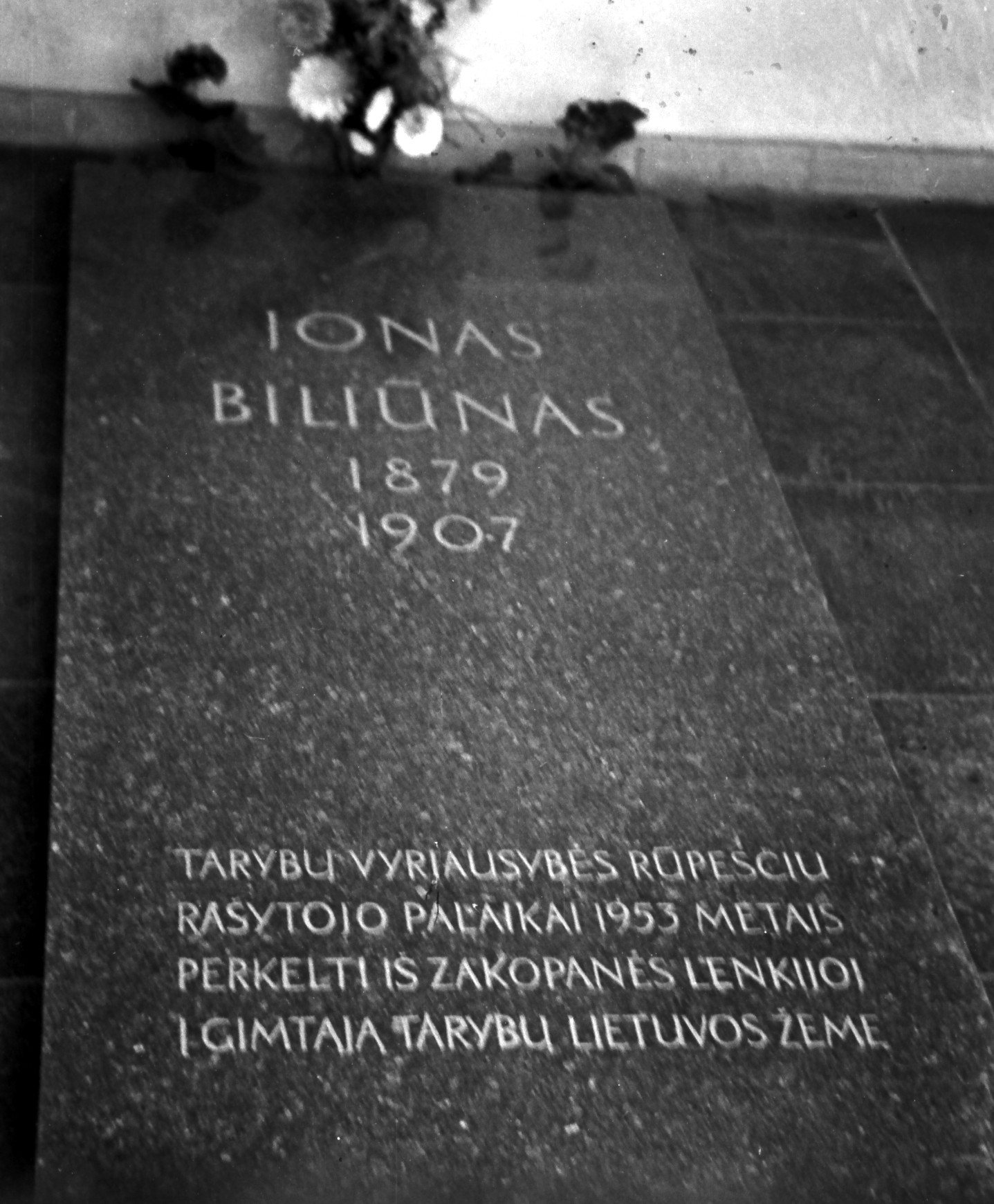
grób Jonasa Biliūnasa

Urodził się w rodzinie bogatych rolników. Był ich ostatnim, ósmym dzieckiem. Jego ojcem był Juozapas Biliūnas a matką Zuzana Gražytė-Biliūnienė. Początkowo uczył się w szkole wiejskiej, a następnie w latach 1891 - 1899 w gimnazjum w Lipawie.
W gimnazjum zaangażował się w działalność społeczną i polityczną, utworzył tajną grupę, w której skład weszli: Mykolas Blūdžius (późniejszy dyrektor departamentu podatkowego), Peliksas Bugailiškis, Antanas Garmus (lekarz i pisarz), Kazys Gugis (prawnik, jeden z założycieli "Naujienos" w USA), Antanas Kišonas (farmaceuta, LSDP w USA), Ignas Končius (profesor), Antanas Murma, Pranas Mažylis (profesor), Antanas Rucevičius (pisarz), R. Pacevičius (chemik), Antanas Purėnas (profesor i rektor Uniwersytetu Witolda Wielkiego), Kazys Šilinskis-Šilinis, D. Šukevičius, Antanas Žukauskas i inni. Napisał i rozprowadził publikację "Litwini i Litwinki".
W 1893 r. zmarli jego rodzice. W 1899 r. odmówił wysłania go do seminarium duchownego, przez co stracił wsparcie finansowe krewnych. W latach 1899–1900 mieszkał w Lipawie, gdzie udzielał prywatnych lekcji. W 1900 roku ukończył gimnazjum w Szawlach i wstąpił na wydział medyczny Uniwersytetu Dorpackiego (obecnie Tartu). Za udział w antycarskiej demonstracji studentów już w 1901 roku został wyrzucony z uniwersytetu.
W latach 1901 - 1902 mieszkał w Szawlach. W 1902 r. przeniósł się do Poniewieża, gdzie pracowała jego przyszła żona i córka lokalnego dentysty Julia Janulaitytė (ur. 1880 - zm. 1978). Tam wstąpił do Partii Socjaldemokratów Litewskich i przez pewien czas jej przewodził. W 1902 r. był gościem na zjeździe Litewskiej Partii Demokratycznej. W Poniewieżu udzielał lekcji i pisał do litewskich gazet. W 1903 r. przedstawił pomysł i zorganizował wydanie gazety dla młodzieżówki "Przyjaciel", planował zamienić ją w kwartalnik. Przejął kierownictwo w organizacji, po tym jak Vincas Mickevičius-Kapsukas ją opuścił. Przyczynił się do publikacji gazety "Głos pracowników", zredagował jej dwa pierwsze numery.
Nie dostał pozwolenia na powrót na Uniwersytet Dorpacki i kontynuowanie studiów medycznych. W 1903 r. wstąpił do Wyższej Szkoły Handlowej w Lipsku, gdzie studiował literaturę. W Lipsku zachorował na gruźlicę. Latem 1904 r. wyjechał na Uniwersytet Zuryski, by studiować literaturę. W Zurychu napisał swoje najbardziej znaczące dzieło - alegoryczną opowieść "Światło szczęścia". Gdy w 1905 r. choroba uległa nasileniu, wrócił na Litwę. W tym samym roku udał się do Zakopanego na leczenie, latem mieszkał na Litwie, w Niūronys, w Rozalė i w Kačerginė.
W tym czasie wiele pisał. W 1907 r. założył w Poniewieżu organizację z ramienia LSDP. W tym samym roku opracował pierwszy projekt kalendarza-almanachu litewskiej literatury i sztuki. Napisał artykuły o literaturze "Obrazy Žemaitė" (napisany w 1902 r., opublikowany w 1908 r.), "Mūsų gyvenimo dilgėlės ir usnys" (1905 r.). Pod koniec roku ponownie udał się na leczenie do Zakopanego, gdzie 8 grudnia zmarł na rękach żony.
Został pochowany na cmentarzu w Zakopanem (kw. P-I-2). W 1953 r. z inicjatywy Antanasa Vienuolisa zwłoki Biliūnasa zostały ekshumowane i pochowane na wzgórzu we wsi Liudiškiai na Litwie w pobliżu Onikszt. W 1946 r. i w latach 1954 - 1955 z inicjatywy córki z drugiego małżeństwa jego żony - Meilė Lukšienė, wydano dwa tomy jego "Pism".

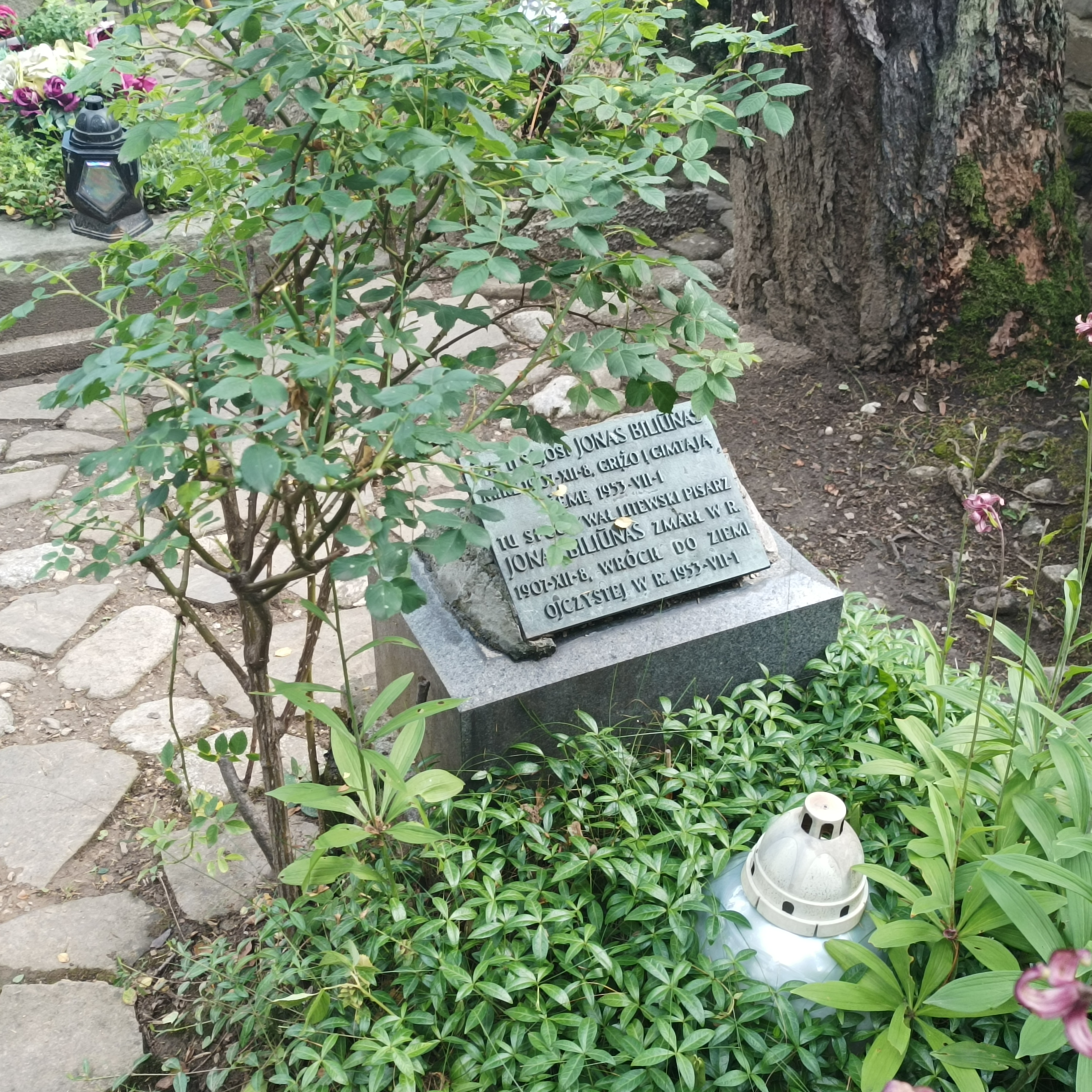
Grób Jonasa Biliunasa na Starym Cmentarzu na Pęksowym Brzyzku

## Twórczość
Pierwsza książka z gatunku literatury pięknej pod tytułem "Różne opowiadania" ukazała się w 1906 roku. Pisał krytyki literackie i historyczne, artykuły publicystyczne, popularyzujące naukę i broszury o charakterze politycznym.
Utwory Jonasa Biliūnasa charakteryzują się humanistycznymi ideami, subtelną znajomością ludzkiej duszy, liryzmem, eleganckim nastrojem, mistrzowskim stylem. Szczególną rolę gra w nich narrator, który wyraża moralne preferencje autora. We wczesnych utworach (opowiadanie "Pierwszy strajk", 1903 r., "Bez pracy", 1904 r.) przeważa temat społecznego wyzysku pracowników i ich protestów. W późniejszych narracjach pojawiają się wyraźne problemy etyczne i psychologiczne, osoby skrzywdzone ukazane są ze współczuciem, przedstawieni są ludzie nieszczęśliwi w życiu i ich uczucia.
Tematem wszystkich utworów Biliūnasa jest wieś i człowiek. Postacie są przedstawione jako nikomu niepotrzebne, strapione, odrzucone. Refleksje rodzą się z sytuacji przeżywanych przez odrzuconych. W utworach przeważają dwa czasy: realistyczny i retrospekcyjny. Opisy przestrzeni są bardzo wymowne. Narrator jest subiektywny, trzecioosobowy lub występuje jako jedna z postaci. Lyrizm nadaje utworom głęboka, humanistyczna osobowość Biliūnasa, ale również pragnienie zrozumienia, pocieszenia. W twórczości można odnaleźć wiele wątków autobiograficznych. Biliūnas za pomocą swoich utworów zapoczątkował litewską liryczną powieść psychologiczną i wpłynął na rozwój prozy litewskiej.

## Dzieła
Nowele:
- "Koniec ostrza"
- "Nemunu"
- "Złodziej"
- "Światło szczęścia"
- "Kliudžiau"
- "Gwiazda"
- "Kij"
- "Janeczek"
- "Ubogi"

Opowieści:
- "Smutna opowieść"

## Upamiętnienie
- W 1953 r. jego imieniem nazwano szkołę średnią w Oniksztach (obecnie gimnazjum Jonasa Biliūnasa w Oniksztach).
- W 1958 r. na wzgórzu w Liudiškach postawiono 14 metrowy pomnik z płaskorzeźbą przedstawiającą pisarza (architekt Vytautas Gabriūnas, rzeźbiarz Bronius Vyšniauskas).
- W miejscu urodzenia pisarza na początku XX wieku przebudowany został dom Biliūnów, w którym od 1960 r. działa muzeum upamiętnającego życie Jonasa Biliūnasa.
- W 22 miastach Litwy istnieje ulica nazwana imieniem pisarza[4].

## Literatura przedmiotu
- Meilė Lukšienė. Jono Biliūno kūryba. – Wilno, 1956 r.
- Jonas Biliūnas literatūros moksle ir kritikoje. – Wilno, 1979 r.